# SH3BGRL
SH3BGRL (англ. SH3 domain binding glutamate rich protein like) – білок, який кодується однойменним геном, розташованим у людей на X-хромосомі. Довжина поліпептидного ланцюга білка становить 114 амінокислот, а молекулярна маса — 12 774.
| 10         |  | 20         |  | 30         |  | 40         |  | 50         |
| ---------- |  | ---------- |  | ---------- |  | ---------- |  | ---------- |
| MVIRVYIASS |  | SGSTAIKKKQ |  | QDVLGFLEAN |  | KIGFEEKDIA |  | ANEENRKWMR |
| ENVPENSRPA |  | TGYPLPPQIF |  | NESQYRGDYD |  | AFFEARENNA |  | VYAFLGLTAP |
| PGSKEAEVQA |  | KQQA       |  |            |  |            |  |            |

A: Аланін

D: Аспарагінова кислота

E: Глутамінова кислота

F: Фенілаланін

G: Гліцин

I: Ізолейцин

K: Лізин

L: Лейцин

M: Метіонін

N: Аспарагін

P: Пролін

Q: Глутамін

R: Аргінін

S: Серин

T: Треонін

V: Валін

W: Триптофан